# Eurovision Song Contest 1988
Der 33. Eurovision Song Contest fand am 30. April 1988 im Simmonscourt Pavilion der Royal Dublin Society in Dublin statt. Moderiert wurde er von Pat Kenny und Michelle Rocca. Siegerin war die Frankokanadierin und der spätere Superstar Céline Dion mit Ne partez pas sans moi, die zu dieser Zeit nur in der französischsprachigen Welt bekannt war. Komponiert wurde der Beitrag vom türkischstämmigen Schweizer Atilla Şereftuğ, der Text stammt aus der Feder von Nella Martinetti.

## Besonderheiten

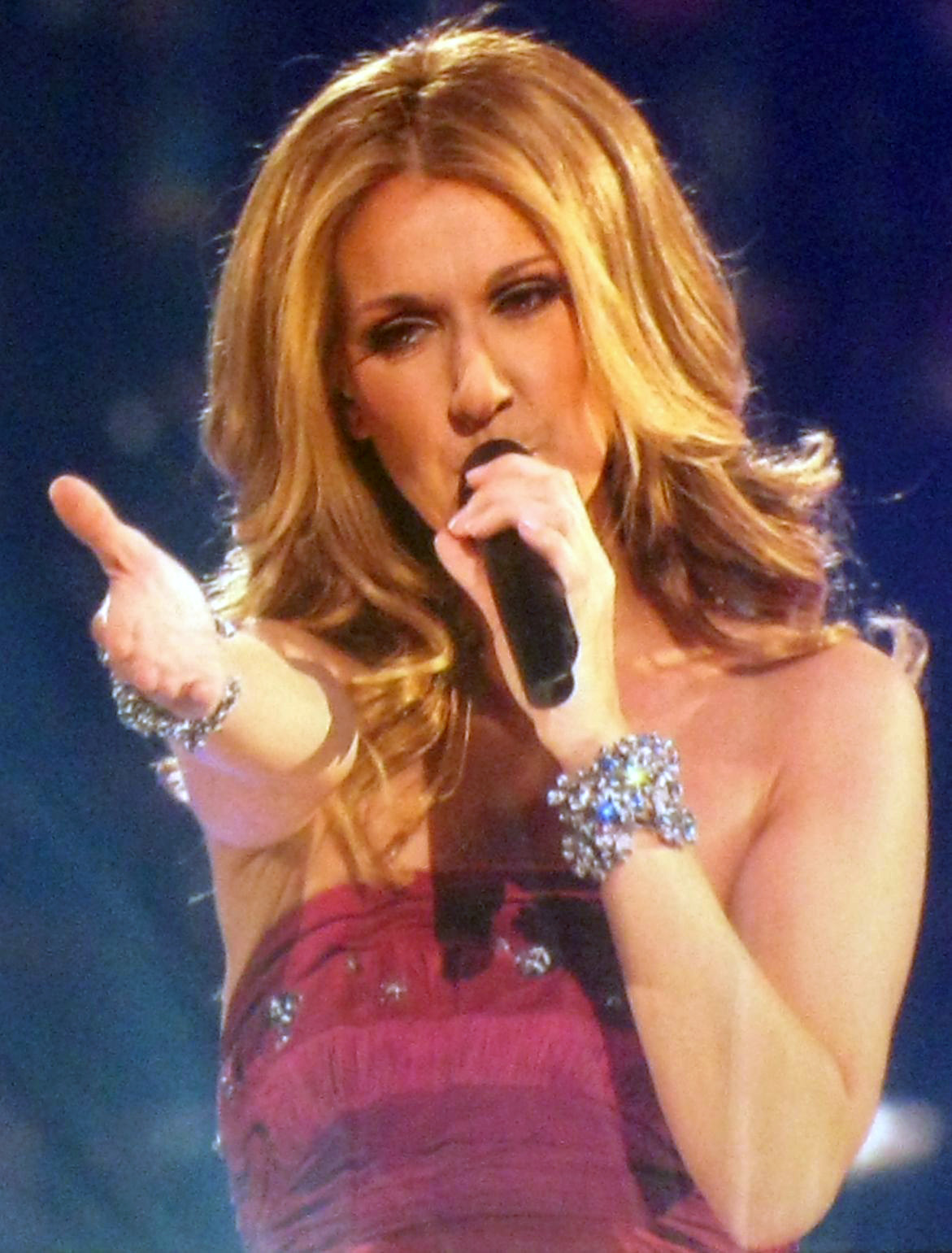
Die Interpretin des Siegertitels, Céline Dion (2008)

Céline Dions Sieg war der zweite der bis heute drei Siege der Schweiz beim Wettbewerb. Außerdem war das Lied der derzeit letzte Siegerbeitrag auf Französisch, einer Sprache, die den ESC bis dahin dominiert hatte.
Der gastgebende Sender RTÉ hatte bei der Produktion der Show darauf geachtet, das Event zu modernisieren, um ein jüngeres Publikum anzusprechen, und den Produzenten zahlreicher Musikvideos und Jugendprogramme Declan Lowney engagiert. Er war auch für die Organisation des Pausenfüllers zuständig, bei dem die Band Hothouse Flowers im Musikvideo zu Don’t Go insgesamt elf Länder besuchte; es war damals das teuerste irische Musikvideo, das jemals produziert worden war.
Zwei gigantische Videowände ersetzten die bisherige Punktetafel; auf der einen Seite wurde die erste computerbasierte Wertungstafel in der Geschichte des ESC, auf der anderen Seite Bilder der Interpreten aus dem Green Room gezeigt. Die gigantische Bühne, unter der Direktion von Michael Grogan und Paula Farrell gestaltet, war die bis dahin größte und modernste in der Geschichte des Eurovision Song Contests. Um die Größe der Bühne mit den begrenzten Ausmaßen der Halle zu kompensieren, wurde der Raum um das Publikum abgedunkelt und auf Weitwinkelaufnahmen des Publikums verzichtet, um die Halle größer erscheinen zu lassen als sie war.
Für Deutschland nahm das Mutter-und-Tochter-Duo Maxi & Chris Garden mit dem Titel Lied für einen Freund teil, der Platz 14 erreichte. Neben der Schweiz, Deutschland und dem Vereinigten Königreich galt Norwegen (For vår jord von Karoline Krüger) als Favorit bei den Buchmachern.
Österreich erhielt in diesem Jahr als einziges Land keinen Punkt.

## Teilnehmer

Teilnehmende Länder
Länder, die bereits an einem früheren ESC teilgenommen hatten, aber nicht im Jahr 1988

Alle Länder, die im Vorjahr am Start waren, hatten auch für dieses Jahr ihre Teilnahme zugesagt, aber Zypern musste kurzfristig zurückziehen, da der Titel Thimame von Yiannis Dimitrou bereits einige Jahre zuvor veröffentlicht worden war. Zypern konnte keinen anderen Beitrag mehr nachnominieren, weil die Anmeldefrist bereits abgelaufen war, sodass das Teilnehmerfeld auf 21 Nationen schrumpfte.

### Wiederkehrende Interpreten
| Land     | Interpret                  | Vorheriges Teilnahmejahr                       |
| -------- | -------------------------- | ---------------------------------------------- |
| Dänemark | Kirsten & Søren            | 1984 (als Hot Eyes) • 1985 (als Hot Eyes)      |
| Finnland | Boulevard                  | Begleitung: 1987                               |
| Israel   | Jardena Arasi              | 1976 (als Mitglied von Chocolate Menta Mastik) |
| Israel   | Reuven Gvitrz (Begleitung) | 1979 (als Mitglied von Milk and Honey)         |
| Israel   | Reuven Gvitrz (Begleitung) | Begleitung: 1986                               |
| Israel   | Jehuda Tamir (Begleitung)  | 1979 (als Mitglied von Milk and Honey)         |
| Portugal | Dora                       | 1986                                           |
| Schweden | Tommy Körberg              | 1969                                           |
| Türkei   | MFÖ                        | 1985                                           |

### Dirigenten
Jedes Lied außer denen aus Island und Italien wurde mit Live-Musik begleitet bzw. kam Live-Musik zum Einsatz – folgende Dirigenten leiteten das Orchester bei dem jeweiligen Land:
- Island – keine Orchesterbegleitung
- Schweden – Anders Berglund
- Finnland – Ossi Runne
- Vereinigtes Königreich – Ronnie Hazlehurst
- Türkei – Turhan Yükseler
- Spanien – Javier de Juan
- Niederlande – Harry van Hoof
- Israel – Eldad Shrim
- Schweiz – Atilla Şereftuğ
- Irland – Noel Kelehan
- BR Deutschland – Michael Thatcher
- Österreich – Harald Neuwirth
- Dänemark – Henrik Krogsgård
- Griechenland – Haris Andreadis
- Norwegen – Arild Stav
- Belgien – Daniel Willem
- Luxemburg – Régis Dupré
- Italien – keine Orchesterbegleitung
- Frankreich – Guy Matteoni
- Portugal – José Calvário
- Jugoslawien – Nikica Kalogjera

## Abstimmungsverfahren
In jedem Land gab es eine sechzehnköpfige Jury, die zunächst die zehn besten Lieder intern ermittelten. Danach vergaben die einzelnen Jurys 12, 10, 8, 7, 6, 5, 4, 3, 2 Punkte und 1 Punkt an diese zehn besten Lieder.

## Platzierungen
| Platz | Startnr. | Land                   | Interpret                     | Titel (M = Musik; T = Text)                                                                       | Sprache        | Übersetzung                                      | Punkte |
| ----- | -------- | ---------------------- | ----------------------------- | ------------------------------------------------------------------------------------------------- | -------------- | ------------------------------------------------ | ------ |
| 01.   | 09       | Schweiz                | Céline Dion                   | Ne partez pas sans moi M: Atilla Şereftuğ; T: Nella Martinetti                                    | Französisch    | Geht nicht ohne mich                             | 137    |
| 02.   | 04       | Vereinigtes Königreich | Scott Fitzgerald              | Go M/T: Julie Forsyth                                                                             | Englisch       | Geh                                              | 136    |
| 03.   | 13       | Dänemark               | Kirsten & Søren               | Ka’ du se hva’ jeg sa'? M: Søren Bundgaard; T: Keld Heick                                         | Dänisch        | Siehst du? Das ist das, was ich dir erzählt habe | 092    |
| 04.   | 17       | Luxemburg              | Lara Fabian                   | Croire M: Jacques Cardona; T: Alain Garcia                                                        | Französisch    | Glauben                                          | 090    |
| 05.   | 15       | Norwegen               | Karoline Krüger               | For vår jord M: Erik Hillestad; T: Anita Skorgan                                                  | Norwegisch     | Für unsere Erde                                  | 088    |
| 06.   | 21       | Jugoslawien            | Srebrna Krila                 | Mangup M: Rajko Dujmić; T: Rajko Dujmić, Stevo Cvikić                                             | Kroatisch      | Schelm                                           | 087    |
| 07.   | 08       | Israel                 | Jardena Arasi ירדנה ארזי      | Ben adam (בן אדם) M: Boris Dimitshtein; T: Ehud Manor                                             | Hebräisch      | Ein Mensch                                       | 085    |
| 08.   | 10       | Irland                 | Jump the Gun                  | Take Him Home M/T: Peter Eades                                                                    | Englisch       | Bring ihn nach Haus                              | 079    |
| 09.   | 07       | Niederlande            | Gerard Joling                 | Shangri-La M/T: Peter de Wijn                                                                     | Niederländisch | —                                                | 070    |
| 10.   | 19       | Frankreich             | Gérard Lenorman               | Chanteur de charme M: Gérard Lenorman; T: Gérard Lenorman, Claude Lemesle                         | Französisch    | Schlagersänger                                   | 064    |
| 11.   | 06       | Spanien                | La Década Prodigiosa          | La chica que yo quiero („Made in Spain“) M: Enrique Peiró; T: Francisco Dondiego                  | Spanisch       | Das Mädchen, das ich liebe (Made in Spain)       | 058    |
| 12.   | 02       | Schweden               | Tommy Körberg                 | Stad i ljus M/T: Py Bäckman                                                                       | Schwedisch     | Stadt in Licht                                   | 052    |
| 13.   | 18       | Italien                | Luca Barbarossa               | Ti scrivo M/T: Luca Barbarossa                                                                    | Italienisch    | Ich schreibe dir                                 | 052    |
| 14.   | 11       | BR Deutschland         | Maxi & Chris Garden           | Lied für einen Freund M: Ralph Siegel; T: Bernd Meinunger                                         | Deutsch        | —                                                | 048    |
| 15.   | 05       | Türkei                 | MFÖ                           | Sufi („Hey ya hey“) M: Mazhar Alanson, Fuat Güner, Özkan Uğur; T: Mazhar Alanson                  | Türkisch       | —                                                | 037    |
| 16.   | 01       | Island                 | Beathoven                     | Sókrates M/T: Sverrir Stormsker                                                                   | Isländisch     | Sokrates                                         | 020    |
| 17.   | 14       | Griechenland           | Afroditi Fryda Αφροδίτη Φρυδά | Kloun (Κλόουν) M/T: Dimitris Sakislis                                                             | Griechisch     | Clown                                            | 010    |
| 18.   | 20       | Portugal               | Dora                          | Voltarei M/T: José Calvário, José Niza                                                            | Portugiesisch  | Ich werde zurückkommen                           | 005    |
| 19.   | 16       | Belgien                | Reynaert                      | Laissez briller le soleil M: Joseph Reynaerts, Dany Willem; T: Joseph Reynaerts, Philippe Anciaux | Französisch    | Lasst die Sonne scheinen                         | 005    |
| 20.   | 03       | Finnland               | Boulevard                     | Nauravat silmät muistetaan M: Pepe Willberg; T: Kirsti Willberg                                   | Finnisch       | An lachende Augen erinnert man sich              | 003    |
| 21.   | 12       | Österreich             | Wilfried                      | Lisa Mona Lisa M/T: Klaus Kofler, Ronnie Herboltzheimer, Wilfried Scheutz                         | Deutsch        | —                                                | 000    |

## Punktevergabe

Karte der Punktevergabe für den Siegertitel aus der Schweiz nach Ländern

| Land | Abstimmungsergebnisse | Abstimmungsergebnisse | Abstimmungsergebnisse | Abstimmungsergebnisse | Abstimmungsergebnisse | Abstimmungsergebnisse | Abstimmungsergebnisse | Abstimmungsergebnisse | Abstimmungsergebnisse | Abstimmungsergebnisse | Abstimmungsergebnisse | Abstimmungsergebnisse | Abstimmungsergebnisse | Abstimmungsergebnisse | Abstimmungsergebnisse | Abstimmungsergebnisse | Abstimmungsergebnisse | Abstimmungsergebnisse | Abstimmungsergebnisse | Abstimmungsergebnisse | Abstimmungsergebnisse | Abstimmungsergebnisse | Abstimmungsergebnisse |
| Land | Punkte                | IS                    | SE                    | FI                    | UK                    | TR                    | ES                    | NL                    | IL                    | CH                    | IE                    | DE                    | AT                    | DK                    | GR                    | NO                    | BE                    | LU                    | IT                    | FR                    | PT                    | YU                    | Votings               |
| --- | --------------------- | --------------------- | --------------------- | --------------------- | --------------------- | --------------------- | --------------------- | --------------------- | --------------------- | --------------------- | --------------------- | --------------------- | --------------------- | --------------------- | --------------------- | --------------------- | --------------------- | --------------------- | --------------------- | --------------------- | --------------------- | --------------------- | --------------------- |
| Island | 020                   |                       | 1                     | –                     | –                     | –                     | –                     | 4                     | –                     | –                     | –                     | –                     | –                     | 4                     | –                     | –                     | –                     | –                     | 1                     | 2                     | 8                     | –                     | 06                    |
| Schweden | 052                   | 3                     |                       | –                     | 2                     | –                     | –                     | 8                     | –                     | –                     | 5                     | –                     | –                     | 8                     | –                     | 12                    | 1                     | 3                     | 10                    | –                     | –                     | –                     | 09                    |
| Finnland | 003                   | –                     | –                     |                       | –                     | –                     | –                     | –                     | 3                     | –                     | –                     | –                     | –                     | –                     | –                     | –                     | –                     | –                     | –                     | –                     | –                     | –                     | 01                    |
| Vereinigtes Königreich                                                                                                 | 136                   | 1                     | 5                     | 10                    |                       | 12                    | 10                    | –                     | 10                    | 5                     | 7                     | 10                    | 10                    | 10                    | 6                     | 5                     | 12                    | 8                     | 12                    | –                     | 3                     | –                     | 17                    |
| Türkei | 037                   | –                     | 4                     | –                     | 1                     |                       | 5                     | 1                     | 8                     | –                     | –                     | 8                     | –                     | –                     | –                     | –                     | –                     | 4                     | –                     | 6                     | –                     | –                     | 08                    |
| Spanien | 058                   | 2                     | –                     | –                     | –                     | 5                     |                       | –                     | 2                     | 6                     | –                     | –                     | 8                     | 1                     | 8                     | 2                     | 6                     | 6                     | 8                     | –                     | –                     | 4                     | 12                    |
| Niederlande | 070                   | –                     | –                     | –                     | 6                     | 6                     | –                     |                       | 7                     | 7                     | 2                     | 6                     | –                     | –                     | 12                    | –                     | –                     | 12                    | 5                     | –                     | –                     | 7                     | 10                    |
| Israel | 085                   | 6                     | –                     | 6                     | 4                     | –                     | 6                     | 3                     |                       | 10                    | 1                     | 5                     | 2                     | –                     | 3                     | –                     | 10                    | 5                     | 3                     | 10                    | 10                    | 1                     | 16                    |
| Schweiz | 137                   | 7                     | 12                    | 5                     | 10                    | 10                    | 8                     | 10                    | 4                     |                       | 10                    | 12                    | –                     | –                     | 10                    | 8                     | 4                     | 1                     | 7                     | 1                     | 12                    | 6                     | 18                    |
| Irland | 079                   | –                     | 7                     | 2                     | 3                     | 2                     | 12                    | 6                     | –                     | 4                     |                       | 7                     | 6                     | 7                     | –                     | 7                     | 5                     | –                     | –                     | 4                     | 5                     | 2                     | 15                    |
| Deutschland | 048                   | 8                     | –                     | –                     | 5                     | 1                     | 3                     | –                     | 5                     | –                     | 6                     |                       | –                     | 6                     | –                     | 4                     | –                     | –                     | –                     | –                     | 2                     | 8                     | 10                    |
| Österreich | 000                   | –                     | –                     | –                     | –                     | –                     | –                     | –                     | –                     | –                     | –                     | –                     |                       | –                     | –                     | –                     | –                     | –                     | –                     | –                     | –                     | –                     | 0                     |
| Dänemark | 092                   | 10                    | 3                     | 4                     | –                     | –                     | 1                     | 12                    | 6                     | 1                     | 4                     | 4                     | 12                    |                       | –                     | 10                    | 7                     | –                     | –                     | 12                    | 6                     | –                     | 14                    |
| Griechenland | 010                   | –                     | –                     | –                     | –                     | 3                     | –                     | –                     | –                     | –                     | –                     | –                     | –                     | –                     |                       | –                     | –                     | –                     | –                     | 7                     | –                     | –                     | 02                    |
| Norwegen | 088                   | 5                     | 8                     | 7                     | 12                    | –                     | –                     | 7                     | 1                     | –                     | 8                     | 1                     | 3                     | 5                     | 7                     |                       | 3                     | –                     | 4                     | –                     | 7                     | 10                    | 15                    |
| Belgien | 005                   | –                     | –                     | –                     | –                     | –                     | –                     | –                     | –                     | –                     | –                     | –                     | –                     | –                     | –                     | –                     |                       | –                     | –                     | 5                     | –                     | –                     | 01                    |
| Luxemburg | 090                   | 4                     | 10                    | 12                    | 7                     | –                     | –                     | 5                     | –                     | 12                    | 12                    | –                     | 1                     | 2                     | 2                     | 6                     | 8                     |                       | 2                     | –                     | 4                     | 3                     | 15                    |
| Italien | 052                   | –                     | –                     | 8                     | –                     | 4                     | 7                     | –                     | –                     | 8                     | –                     | 2                     | 5                     | –                     | –                     | 3                     | –                     | 2                     |                       | 8                     | –                     | 5                     | 10                    |
| Frankreich | 064                   | –                     | 2                     | 3                     | –                     | 8                     | 2                     | 2                     | –                     | 3                     | –                     | 3                     | 7                     | 3                     | 5                     | 1                     | 2                     | 10                    | –                     |                       | 1                     | 12                    | 15                    |
| Portugal | 005                   | –                     | –                     | –                     | –                     | –                     | 4                     | –                     | –                     | –                     | –                     | –                     | –                     | –                     | 1                     | –                     | –                     | –                     | –                     | –                     |                       | –                     | 02                    |
| Jugoslawien | 087                   | 12                    | 6                     | 1                     | 8                     | 7                     | –                     | –                     | 12                    | 2                     | 3                     | –                     | 4                     | 12                    | 4                     | –                     | –                     | 7                     | 6                     | 3                     | –                     |                       | 14                    |
| Die Tabelle ist senkrecht nach der Auftrittsreihenfolge geordnet, waagerecht nach der chronologischen Punkteverlesung. |                       |                       |                       |                       |                       |                       |                       |                       |                       |                       |                       |                       |                       |                       |                       |                       |                       |                       |                       |                       |                       |                       |                       |

### Statistik der Zwölf-Punkte-Vergabe
| Anzahl | Land                   | erhalten von                        |
| ------ | ---------------------- | ----------------------------------- |
| 3      | Dänemark               | Frankreich, Niederlande, Österreich |
| 3      | Jugoslawien            | Dänemark, Island, Israel            |
| 3      | Luxemburg              | Finnland, Irland, Schweiz           |
| 3      | Schweiz                | Deutschland, Portugal, Schweden     |
| 3      | Vereinigtes Königreich | Belgien, Italien, Türkei            |
| 2      | Niederlande            | Griechenland, Luxemburg             |
| 1      | Frankreich             | Jugoslawien                         |
| 1      | Irland                 | Spanien                             |
| 1      | Norwegen               | Vereinigtes Königreich              |
| 1      | Schweden               | Norwegen                            |